# Acoelorraphe
Genre
Acoelorraphe est un genre de plantes de la famille des Arecaceae (palmiers).
L'orthographe est plutôt, d’après les spécialistes, Acoelorrhaphe . Le nom du genre est une combinaison de trois mots grecs signifiant : ‘a’- «sans»,  'koilos' pour «creux»  et  ‘rhaphis’  «couture» (d’où le ‘rh’ dans ce nom de genre) , une allusion à la forme du fruit ou plutôt de la graine qui est dénuée de cicatrice en creux.

## Classification
- Sous-famille des Coryphoideae
  - Tribu des Trachycarpeae

Ce genre  partage cette partie de la tribu « des "non encore placés" »  avec six autres genres :   Brahea,  Colpothrinax,  Copernicia,  Pritchardia,  Serenoa,  Washingtonia .

## Liste d'espèces
Selon Tropicos (7 août 2014) (Attention liste brute contenant possiblement des synonymes) :
- Acoelorraphe arborescens (Sarg.) Becc.
- Acoelorraphe cookii Bartlett
- Acoelorraphe pimo (Becc.) Bartlett
- Acoelorraphe pinetorum Bartlett
- Acoelorraphe salvadorensis (H. Wendl. ex Becc.) Bartlett
- Acoelorraphe schippii (Burret) Dahlgren
- Acoelorrhaphe wrightii (Griseb. & H. Wendl.) H. Wendl. ex Becc.

### Sous le nomAcoelorraphe
- (en) Flora of North America : Acoelorraphe  (consulté le 7 août 2014)
- (en) GRIN : genre Acoelorraphe  H. Wendl., orth. var. (Synonym of: Acoelorrhaphe  H. Wendl.) Non valide (consulté le 7 août 2014)
- (fr + en) ITIS : Acoelorraphe  H. Wendl. (consulté le 7 août 2014)
- (en) NCBI : Acoelorraphe (taxons inclus) (consulté le 7 août 2014)
- (en) Tropicos : Acoelorraphe H. Wendl.  (+ liste sous-taxons) (consulté le 7 août 2014)
- (en) POWO :  Acoelorraphe   H.Wendl.  (consulté le 12 février 2021)

### Sous le nomAcoelorrhaphe
- (en) Catalogue of Life : Acoelorrhaphe (consulté le 13 décembre 2020)
- (en) GRIN : genre Acoelorrhaphe  H. Wendl. (+liste d'espèces contenant des synonymes) (consulté le 8 août 2014)
- (fr + en) ITIS : Acoelorrhaphe  H. Wendl. (Nom accepté: Acoelorraphe  H. Wendl.) Non valide (consulté le 8 août 2014)
- (en) World Checklist of Selected Plant Families (WCSP) : Acoelorrhaphe  H.Wendl. (1879)  (consulté le 8 août 2014)
- (en) NCBI : Acoelorraphe (taxons inclus) (consulté le 8 août 2014)
- (en) The Plant List : Acoelorrhaphe  (consulté le 8 août 2014)
- (en) Tropicos : Acoelorrhaphe Hook. f. Non valide  (+ liste sous-taxons) (consulté le 8 août 2014)
- (en) Tropicos : Acoelorrhaphe H.Wendl. (Nom accepté: Acoelorraphe  H. Wendl.) Non valide  (+ liste sous-taxons) (consulté le 8 août 2014)